# تنیس در المپیک تابستانی ۲۰۱۲
مسابقات تنیس در بازی‌های المپیک تابستانی ۲۰۱۲ از ۲۸ ژوئیه تا ۵ اوت در لندن برگزار شد.

## خلاصه مدال‌ها
| رتبه | کشورها                    | طلا | نقره | برنز | مجموع |
| ۱    | ایالات متحده آمریکا (USA) | ۳   | ۰    | ۱    | ۴     |
| ۲    | بریتانیای کبیر (GBR)      | ۱   | ۱    | ۰    | ۲     |
| ۳    | بلاروس (BLR)              | ۱   | ۰    | ۱    | ۲     |
| ۴    | فرانسه (FRA)              | ۰   | ۱    | ۱    | ۲     |
| ۴    | روسیه (RUS)               | ۰   | ۱    | ۱    | ۲     |
| ۶    | جمهوری چک (CZE)           | ۰   | ۱    | ۰    | ۱     |
| ۶    | سوئیس (SUI)               | ۰   | ۱    | ۰    | ۱     |
| ۸    | آرژانتین (ARG)            | ۰   | ۰    | ۱    | ۱     |
|      | مجموع                     | ۵   | ۵    | ۵    | ۱۵    |

### رویدادها
| رویداد          | طلا                                                 | نقره                                           | برنز                                             |
| Men's singles   | اندی ماری · بریتانیای کبیر                          | راجر فدرر · سوئیس                              | خوآن مارتین دل پوترو · آرژانتین                  |
| Men's doubles   | باب برایان · و مایک برایان · ایالات متحده آمریکا    | میکل لودرا · و ژو ویلفرد تسونگا · فرانسه       | ژولیان بنتو · و ریشارد گاسکه · فرانسه            |
| Women's singles | سرنا ویلیامز · ایالات متحده آمریکا                  | ماریا شاراپووا · روسیه                         | ویکتوریا آزارنکا · بلاروس                        |
| Women's doubles | سرنا ویلیامز · و ونوس ویلیامز · ایالات متحده آمریکا | آندریا هلاواچکووا · و لوسی هرادسکا · جمهوری چک | ماریا کیریلنکو · و نادیا پترووا · روسیه          |
| Mixed doubles   | ویکتوریا آزارنکا · و مکس میرنی · بلاروس             | لورا رابسون · و اندی ماری · بریتانیای کبیر     | لیزا ریمند · و مایک برایان · ایالات متحده آمریکا |